# Zagregowana podaż
Zagregowana podaż – całkowita (łączna) podaż produktów i usług w gospodarce narodowej w danym okresie.
Funkcja zagregowanej podaży pokazuje zależność między ilością produktów, jaką wszyscy producenci w gospodarce chcą zaoferować na sprzedaż, a poziomem cen. W tym ujęciu poziom dochodu narodowego jest wyznaczany przez przecięcie funkcji podaży zagregowanej z funkcją zagregowanego popytu.